# Сборные перевозки
Сборные перевозки — это перевозки мелкогабаритных грузов различных заказчиков в одном направлении на одном транспортном средстве. Сборные перевозки позволяют уменьшить стоимость доставки мелкогабаритных грузов и не выгодны при перевозке крупно- и средне- габаритных грузов, так как фирмы, осуществляющие сборные перевозки, в среднем имеют тариф за вес/объём выше, чем транспортные фирмы занимающиеся перевозками отдельным (выделенным) транспортом. В этом случае необходимо попробовать осуществить попутные перевозки.
Сборный груз — тип груза для перевозки сборными партиями, которые комплектуются за счет штучных единиц и тарных объемов.

## Создание сборного груза
Ключевым звеном в цепочке перевозки сборных грузов является консолидация мелких партий нескольких отправителей на специальном складе ТЭК (транспортно-экспедиционная компания). Консолидационный (консолидированный) склад служит отправной точкой для регулярной перевозки сборных грузов по заданному маршруту. Время доставки груза в этом случае колеблется в зависимости от срока комплектации партии, маршрута следования транспорта и других факторов.
В большинстве случаев сборные грузы перевозятся автомобильным транспортом. Однако сегодня также часто практикуются международные перевозки консолидированных партий грузов при помощи железнодорожного, водного и авиационного транспорта.

## Схема транспортировки сборных грузов
1. Транспортировка штучного груза со склада отправителя на консолидационный склад для комплектации партии.
2. Обработка груза на консолидационном складе, которая может включать в себя дополнительную упаковку, применение тары и пр.
3. Таможенное оформление и подготовка других документов для транспортировки.
4. Отправка сборного груза в страну назначения автомобильным, водным, железнодорожным или авиационным транспортом.
5. Таможенная очистка в стране назначения, а также оформление документов, необходимых для последующей реализации товара или использования оборудования.
6. Доставка штучного груза по указанному адресу.

## Таможенное оформление
Международные перевозки грузов предполагают прохождение обязательных таможенных процедур и уплату соответствующих сборов в соответствие с таможенными кодами ТН ВЭД (товарной номенклатуры внешнеэкономической деятельности). Так как сборные грузы состоят из мелких партий разнообразного товара, принадлежащих различным получателям, таможенное оформление всего отправления целиком невозможно. Каждый из грузов может иметь различный код ТН ВЭД, соответственно тарифы для таможенной очистки для них будут разными. В силу этих причин, обычно услуги таможенного оформления от компаний-перевозчиков и таможенных брокеров сводятся к заполнению необходимых документов, определению кода ТН ВЭД, содействию максимально быстрому прохождению таможенных процедур и другим действиям, упрощающим взаимодействие с таможенными органами.
По сообщению китайского государственного издания Жэньминь жибао, на некоторых направлениях, в частности при экспорте «сборных грузов» из Китая, существовал ряд компаний и складов под вывесками «Карго», которыми мог практиковаться метод таможенного оформления, близкий к контрабанде (по оценке FMG), и имеющий повышенные риски.

## Преимущества
Основные преимущества, характерные для сборных перевозок — это экономичность и удобство перевозок в таком формате. 
- Существенная экономия достигается за счет эффективного использования грузового пространства. В 2022 году средняя стоимость доставки сборного груза весом 1 кг по России автотранспортом в формате "Склад-Склад" составила 406 р. С ростом веса груза уменьшается цена за каждый кг, например для 100-килограмового груза стоимость доставки каждого килограмма составит 18,7 р. Для сборного груза доступными могут быть даже авиаперевозки, которые в целом отличаются высокой ценой. 
  - Перевозка сборных грузов может производиться в формате «от двери до двери», хотя в 2022 году самым востребованным видом доставки остаётся самовывоз - его выбирают 56% покупателей интернет-магазинов[2]. Также предлагается дополнительная упаковка, в том числе и силами транспортной компании. Практикуется доставка ко времени. Всё это позволяет добиться высокого уровня удобства для клиента

## Недостатки
- Сборные перевозки нерентабельны для больших партий товаров или крупных грузов. В этом случае экономически оправдан заказ отдельной машины (FTL).
- Увеличение сроков доставки по сравнению с выделенным транспортом - отправка сборного груза осуществляется по определённому графику. Также машина может останавливаться в промежуточных точках или выбирать не самый оптимальный для грузоотправителя маршрут с заездом в другие города. Груз может перегружаться.
- Увеличивается риск потери или боя отдельного груза из-за транспортировки множества отправлений на одной машине, а также из-за большого числа складских процедур. Стоит отметить, что большая часть грузов застрахована.

## Сборные грузоперевозки в России
В 2020 году для сборных грузов в России составила 19% от общего числа перевозок. Лидирующие позиции у FTL-перевозок - 72%, ещё 9% пришлось на негабаритные грузы. В то же время только сборные грузы смогли сохранить положительную динамику и вырасти на 2,1%. Отчасти этому способствовал взрывной рост электронной коммерции, вызванный пандемией COVID-19. По оценке M.A.Research, выручка в сегменте сборных грузов  (включая обслуживание e-commerce) будет демонстрировать более высокую динамику, чем в целом рынок автомобильных перевозок, хотя темпы роста по сравнению с 2015-2020 гг существенно замедлятся.